# Yolanda Gil
María Yolanda Gil López est une femme politique espagnole née le 1er janvier 1964 à Madrid. Elle est membre du Parti socialiste ouvrier espagnol (PSOE).

## Biographie
María Yolanda Gil López naît le 1er janvier 1964 à Madrid. Elle travaille comme aide-soignante, puis secrétaire de direction.
Après la démission de l'ancienne ministre de la Santé Ángeles Amador, elle lui succède comme députée de la circonscription de Madrid au Congrès des députés. Elle siège à la commission de l'Agriculture et à la commission de la Santé.
Lors des élections générales du 14 mars 2004, elle occupe la 19e place sur la liste socialiste dans sa circonscription, mais seuls 16 candidats sont élus. Elle quitte alors la vie politique.